# Heterocrasa expansalis
Heterocrasa expansalis är en fjärilsart som beskrevs av W. Warren 1896. Heterocrasa expansalis ingår i släktet Heterocrasa och familjen mott. Inga underarter finns listade i Catalogue of Life.